# Deconica
Deconica (W.G. Sm.) P. Karst. (czaszówka) – rodzaj grzybów z rodziny pierścieniakowatych (Strophariaceae).

## Systematyka i nazewnictwo
Pozycja w klasyfikacji według Index Fungorum
Strophariaceae, Agaricales, Agaricomycetidae, Agaricomycetes, Agaricomycotina, Basidiomycota, Fungi.
Uwagi taksonomiczne
Uprzednio rodzaj Deconica uważany był za synonim Psilocybe, jednak badania molekularne wykazały, że rodzaj ten składał się z dwóch głównych kladów: jednego zawierającego grzyby psylocybinowe przebarwiające się na niebiesko, i drugiego, zawerającego gatunki nie przebarwiające się i niehalucynogenne. Obecnie Deconica zawiera niehalucynogenne gatunki wcześniej sklasyfikowane w sekcjach Deconica i Coprophila rodzaju Psilocybe.
W 2025 r. Komisja ds. Polskiego Nazewnictwa Grzybów Polskiego Towarzystwa Mykologicznego zarekomendowała dla rodzaju Deconica nazwę czaszówka.
Gatunki występujące w Polsce
- Deconica chionophila (Lamoure) Noordel. 2009 – czaszówka śniegowa
- Deconica coprophila (Bull.) P. Karst. 1879 – czaszówka odchodowa
- Deconica crobula (Fr.) Romagn. 1937 – tzw. czaszówka drobna
- Deconica horizontalis (Bull.) Noordel. 2009 – czaszówka bocznotrzonowa
- Deconica inquilina (Fr.) Romagn. 1937 – czaszówka stożkowata
- Deconica merdaria (Fr.) Noordel. 2009 – czaszówka pomiotowa
- Deconica merdicola (Huijsman) Noordel. 2009 – czaszówka pastwiskowa
- Deconica micropora (Noordel. & Verduin) Noordel. 2009[4] – czaszówka rudawa
- Deconica montana (Pers.) P.D. Orton 1960 – czaszówka czarnobrązowa
- Deconica phillipsii (Berk. & Broome) Noordel. 2009 – czaszówka trawowa
- Deconica phyllogena (Sacc.) Noordel. 2009 – czaszówka mitrowatozarodnikowa
- Deconica velifera (J. Favre) Noordel. 2009 – czaszówka wysokogórska

Nazwy naukowe na podstawie Index Fungorum. Wykaz gatunków według Władysława Wojewody i innych, nazwy polskie na podstawie rekomendacji Komisji ds. Polskiego Nazewnictwa Grzybów.